# San Felipe de Híjar
San Felipe de Híjar es una localidad del estado mexicano de Jalisco. Es parte del municipio de San Sebastián del Oeste.

## Demografía
| Gráfica de evolución demográfica |
|                                  |

| Censo | Población |
| ----- | --------- |
| 1900  | 815       |
| 1910  | 688       |
| 1921  | 871       |
| 1930  | 895       |
| 1940  | 837       |
| 1950  | 1 077     |
| 1960  | 1 011     |
| 1970  | 1 157     |
| 1980  | 1 025     |
| 1990  | 1 265     |
| 2000  | 1 293     |
| 2010  | 1 221     |
| 2020  | 1 005     |